# Burgstall Heidenschlössle
Die Burg Heidenschlössle, auch Burg Deilingen, Burg Hausen oder Burg Weilen unter den Rinnen genannt, ist eine abgegangene Höhenburg auf 810 m ü. NHN etwa 1150 Meter südöstlich der Kirche von Weilen unter den Rinnen im Zollernalbkreis und 300 Meter nördlich vom Ortsrand von Deilingen im Landkreis Tuttlingen in Baden-Württemberg.
Bekannt unter den Bewohnern Deilingens ist noch der Ausspruch »Kind vom Berg«, der auf einen rothaarigen Burgherrscher zurückgehen soll. Dieser soll auf das ius primae noctis bestanden haben, wodurch Kinder, die von ihm gezeugt wurden, durch ihre roten Haare als seine Nachkommen auffielen, also »vom Berg« kamen.
Der heutige Burgstall der ehemaligen Burganlage zeigt noch den Halsgraben und  Mauerschutt.